# خورشیدگرفتگی ۱۸ ژوئیه ۱۸۶۰
خورشیدگرفتگی ۱۸ ژوئیه ۱۸۶۰ (به انگلیسی: Solar eclipse of 1۸ ژوئیه ۱۸۶۰) یک خورشیدگرفتگی از نوع خورشیدگرفتگی کامل بود. این خورشیدگرفتگی در تاریخ ۱۸ ژوئیه ۱۸۶۰ روی داد که زمان اوج آن، ساعت ۱۴:۲۶:۲۴ به‌وقت ساعت هماهنگ جهانی بوده‌است. مدت‌زمان و طول این خورشیدگرفتگی ۰۳ دقیقه و ۳۹ ثانیه بود.

مردم در حال تماشای یک خورشیدگرفتگی در سال ۱۸۶۰ میلادی در تولوز، فرانسه. عکس از Eugène Trutat، موزهٔ تولوز.